# Croton elliottii
Croton elliottii là một loài thực vật có hoa trong họ Đại kích. Loài này được Chapm. mô tả khoa học đầu tiên năm 1860.